# 昼間障害標識

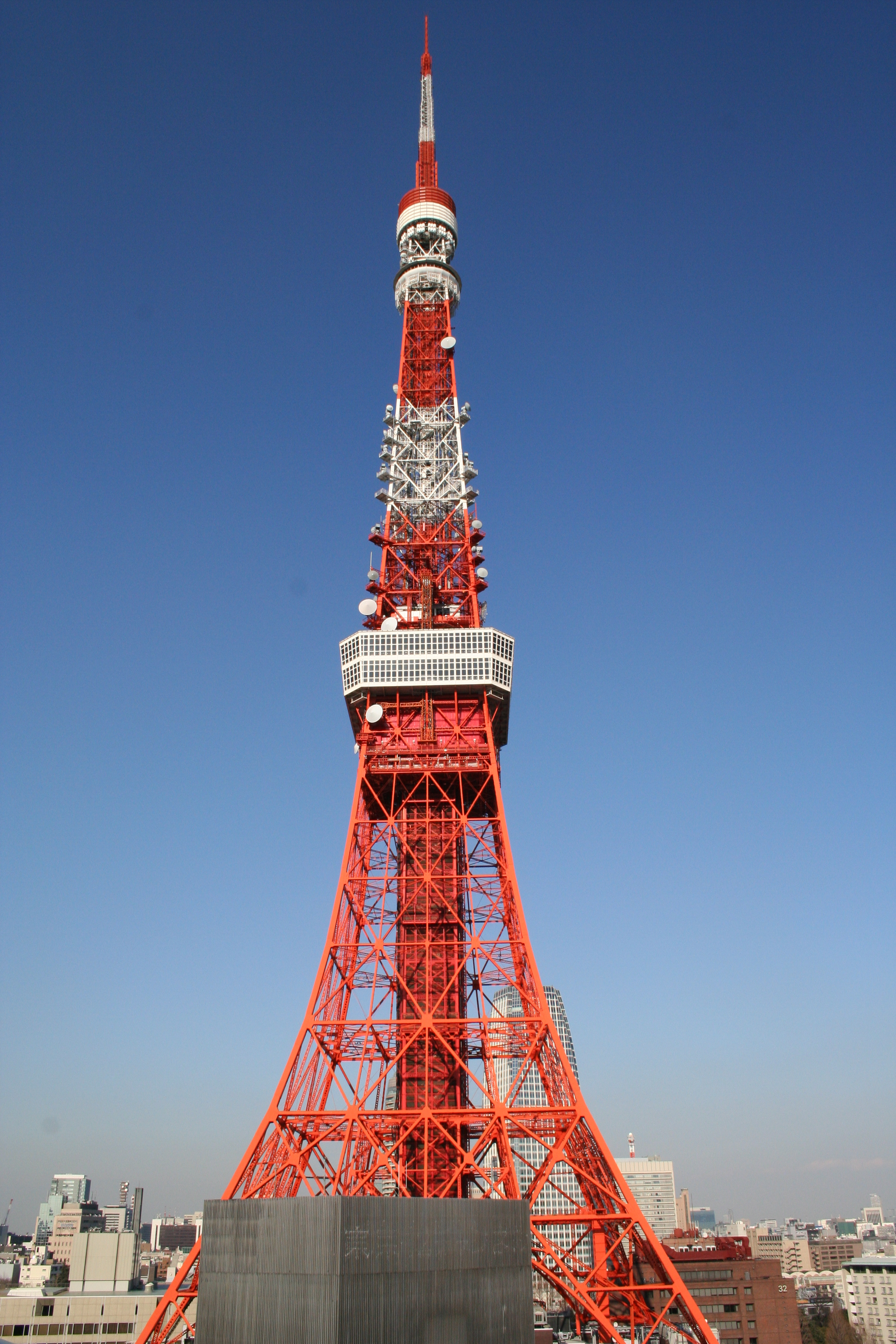
黄赤と白に塗り分けられている東京タワー

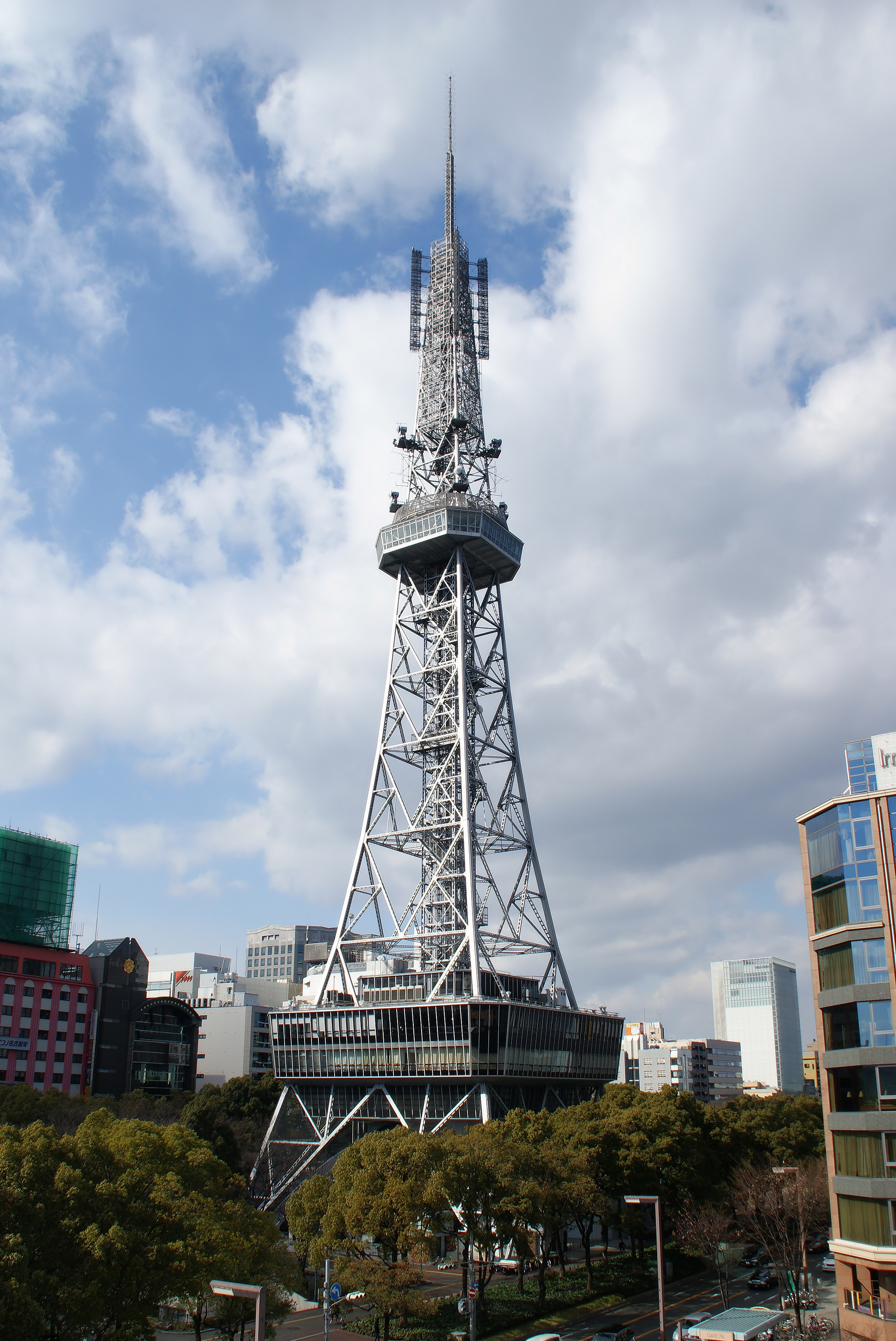
航空法施行前に作られた名古屋テレビ塔

昼間障害標識（ちゅうかんしょうがいひょうしき）は、高さ60メートル以上の煙突・鉄塔・骨組構造などの構造物や、制限表面に近接し航空機の航行の安全に影響を及ぼすと思われる物件などに設置される赤、または黄赤（インターナショナルオレンジ）と白に塗り分けられた塗色あるいは旗や標示物である。航空法および同法施行規則に定められた航空保安施設の一つ。
東京タワーが黄赤と白に塗り分けられているのはこのためである。景観などの関係で、高光度航空障害灯または中光度白色航空障害灯を設置している物件は、高さによる昼間障害標識の設置義務はなくなっている。
塗色による標示物は東京タワーだけでなくマイクロ波回線のアンテナを支えるタワーにも施される事がある。